# Анисимов, Павел Петрович (1928)
Па́вел Петро́вич Ани́симов (10 декабря 1928, Вольск, Нижне-Волжский край — 8 января 2001, Москва) — советский государственный деятель.

## Биография
Родился в 1928 году в г. Вольске (ныне Саратовской области). Умер в 2001 году в г. Москве

### Образование
1952 — Казанский авиационный институт

### Основные должностные назначения
1953—1955 — инженерно-технический работник завода имени А. А. Жданова в Ленинграде
1961—1964 — первый секретарь Кировского райкома КПСС Ленинграда, заведующий отделом Ленинградского обкома КПСС
1964—1968 — секретарь Ленинградского горкома КПСС
1968—1973 — работник аппарата ЦК КПСС, зам.зав. отдела организационно-партийной работы
1973—1979 — второй секретарь ЦК КП Армении
1979—1991 — заместитель председателя Госплана СССР
1991---2000 ---- финансовый директор ФЭФ (федеральный экологический фонд)

## Партийная и общественная жизнь
- Член КПСС с 1952
- Кандидат в члены ЦК КПСС в 1976—1986
- Депутат Совета Национальностей Верховного Совета СССР 9—10 созывов (1974—1984) от Кафанского избирательного округа № 409 Армянской ССР. Член Комиссии законодательных предположений Совета Национальностей 9 созыва.

Умер 8 января 2001 года. Похоронен на Донском кладбище (4 участок).